# 砂拉越體育場

砂拉越體育場是位於馬來西亞砂拉越古晉的綜合性體育場，主要用於舉辦足球賽事，可容納40000人。

## 歷史
本體育場是為了1997年國際足總世界青年錦標賽於1995年興建。